# Wood County (Wisconsin)
Wood County je okres ve státě Wisconsin v USA. K roku 2010 zde žilo 74 749 obyvatel. Správním městem okresu je Wisconsin Rapids. Největším městem Marshfield. Celková rozloha okresu činí 2095 km². Okres je pojmenovaný podle Josepha Wooda, obchodníka a wisconsinského politika.

## Sousední okresy
| Růžice kompasu | Clark County            | Marathon County |                | Růžice kompasu |
| Růžice kompasu |                         | Sever           | Portage County | Růžice kompasu |
| Růžice kompasu | Wood County (Wisconsin) |                 | Portage County | Růžice kompasu |
| Růžice kompasu | Jih                     |                 | Portage County | Růžice kompasu |
| Růžice kompasu | Jackson County          | Juneau County   | Adams County   | Růžice kompasu |